# Петренко Марина Василівна
Марина Василівна Петренко (нар. 19 січня 1987, Сімферополь, Кримська область, Українська РСР, СРСР) — українська, російська актриса театру і кіно, продюсер.

## Початок акторства
Марина Петренко народилася 19 січня 1987 року в Сімферополі. У 14 років Марина Петренко дебютувала у фільмі Юрія Іллєнка «Молитва за гетьмана Мазепу».
Наступні кілька років акторка грала в ряді українських серіалів та кінострічок, найбільш відома серед яких «П'ять хвилин до метро».
Марина Петренко отримала «щасливий білет», коли їй запропонували знятися в повнометражному фільмі Павла Санаєва «На грі» і його продовження «На грі: новий рівень», де вона виконала головну жіночу роль.

## Навчання
У 2008 році Марина Петренко закінчила факультет міжнародних відносин Київського міжнародного університету. У 2007 році вона вступила до школи-студії МХАТ на курс Романа Козака та Дмитра Бруснікіна, який закінчила у 2011 році.

## Творчість
З 2009 року Марина знімається в ряді російських телесеріалів, таких як: «Жіночі мрії про далекі країни», «Каменська 6», «Тільки ти», «Група щастя», «Розкол».
На початку 2011 року хореограф Алла Сігалова разом з режисером Юрієм Єрьоміним зайнялися постановкою вистави «Casting/Кастинг» у театрі імені Моссовєта. Марину Петренко затвердили на одну з головних ролей у виставі. Прем'єра відбулася в березні 2011 року.
У 2011 році закінчилися зйомки 16-серійного художнього фільму «20 років без любові», в якому Марина зіграла головну роль. Фільм вийшов на телеканалі «Росія-1» у 2012 році. У листопаді 2011 року в Зеленограді пройшов кінофестиваль молодіжного кіно «Відображення». Марина була в журі кінофестивалю разом з Аллою Суриковою та Еммануїлом Віторганом.
З 2013 року Марина Петренко — генеральний продюсер телефільму «Спадщина» виробництва продюсерського центру «ІВАН»..
У 2016 році на екрани вийшов художній фільм режисера Марини Мигунової «Мана», в якому Марина зіграла головну роль Юлії Вербер.

## Фільмографія
| Рік       |   | Назва                         | Роль                                   |
| --------- | - | ----------------------------- | -------------------------------------- |
| 2002      | ф | Молитва за гетьмана Мазепу    | Люба, донька Кочубея в юності          |
| 2006      | с | Повернення Мухтара 3          | в епізоді «Простота гірша за крадіжку» |
| 2006      | ф | Дикарі                        | Ім'я персонажа не вказано              |
| 2006      | с | П'ять хвилин до метро         | Даша Матвієнко                         |
| 2007      | ф | Мовчун                        | пасія Локтєва                          |
| 2007      | ф | Свої діти                     | медсестра                              |
| 2007—2008 | с | Тетянин день                  | Ім'я персонажа не вказано              |
| 2008      | ф | Серце миру                    | Ім'я персонажа не вказано              |
| 2009      | ф | На грі                        | Рита                                   |
| 2010      | с | Жіночі мрії про далекі країни | Галя / Юля                             |
| 2010      | ф | На грі: Новий рівень          | Рита                                   |
| 2011      | с | 20 років без кохання          | Лєра Кричевська                        |
| 2011      | с | Група щастя                   | Ірина, актриса                         |
| 2011      | с | Каменська 6                   | Катерина Сомова                        |
| 2011      | с | Розкол                        | княгиня Урусова                        |
| 2011—2018 | с | Тільки ти                     | Катя Мінська                           |
| 2012      | с | Бігль                         | Зіна, наречена Іллі                    |
| 2012      | ф | Джентльмени, удачі!           | Ірина Славіна, лейтенант поліції       |
| 2013      | с | Виходжу тебе шукати 2         | Женя Петрова                           |
| 2013      | с | Людина нізвідки               | Ірина                                  |
| 2014      | с | Справа честі                  | Карина                                 |
| 2015—2017 | с | Квест                         | Марина                                 |
| 2015      | с | Новорічний Пасажир            | Лілія                                  |
| 2015      | с | Павук                         | Даша Белих                             |
| 2018      | с | А. Л. Ж. И. Р.                | Лариса Вербо                           |